# Jeremy Lin
Jeremy Shu-How Lin (chino tradicional: 林書豪, pinyin: Lín Shūháo; Torrance; 23 de agosto de 1988) es un jugador de baloncesto estadounidense que pertenece a la plantilla de los New Taipei Kings de la P. League+. Con 1,91 metros de estatura, juega en la posición de base. 
En febrero de 2012 y de manera imprevista, lideró una racha ganadora para los Knicks y fue ascendido al equipo titular, lo cual generó una admiración a nivel global conocida como Linsanity. Lin es uno de los pocos jugadores estadounidenses de ascendencia asiática y el primero de ascendencia china o taiwanesa en la historia de la NBA.

## Trayectoria

### Instituto
En su último año de secundaria en 2005-06, Lin guio al Instituto Palo Alto al título estatal de la División II de la Federación Interescolar de California con un récord de 32–1 y tras ganar de manera inesperada por 51–47 a la escuela Mater Dei High School, la cual se encontraba en el ranking nacional. Fue incluido en el mejor quinteto del estado y nombrado mejor jugador de la División II del norte de California y finalizó su último año con promedios de 15,1 puntos, 7,1 asistencias, 6,2 rebotes y 5 robos de balón por partido.

### Universidad

#### Proceso de reclutamiento
Lin envió su currículum y un DVD de sus jugadas destacadas en secundaria a todas las universidades de la Ivy League, a la Universidad de California en Berkeley, y a las universidades de sus sueños: la Universidad Stanford y la Universidad de California, Los Ángeles (UCLA). Las universidades de la Pac-10 preferían más que entrara al equipo como prueba antes que reclutarlo activamente u ofrecerle una beca deportiva. La Universidad de Harvard y la Universidad Brown eran las únicas que le garantizaban un lugar en sus equipos de baloncesto, pero en la Ivy League no se ofrecían becas atléticas. Rex Walters, entrenador del equipo de baloncesto masculino de la Universidad de San Francisco y exjugador de la NBA, comentó que las limitadas visitas de reclutamiento de los entrenadores de la NCAA tuvieron un impacto negativo en las oportunidades de Lin. «La mayoría de las universidades empiezan a reclutar a un tipo en los primeros cinco minutos que lo ven ya sea porque corre muy rápido, salta muy alto o hace lo que es fácil o rápido de evaluar» dijo Walters. En relación con este tema, Lin señaló «Yo solo creo que para que alguien entienda mi juego, tiene que verme más de una vez, porque no voy a hacer nada que sea demasiado llamativo o inusualmente atlético».
En julio de 2005, Bill Holden, quien era entrenador asistente de Harvard para ese entonces, vio que Lin medía 1,91 m (6 pies 3 pulg), lo cual se ajustaba a los atributos físicos que estaba buscando, y que cuyo promedio escolar de 4,2 en secundaria entraba en los estándares académicos de Harvard. Sin embargo, Holden inicialmente no estaba impresionado por las habilidades de Lin dentro de la cancha, por lo que le comentó al entrenador de secundaria del joven, Peter Diepenbrock, que era un «jugador de División III». Más tarde en esa misma semana, Holden vio a Lin jugando en un partido mucho más competitivo, atacando al canasto en cualquier oportunidad con los «instintos de un asesino», por lo que se convirtió en su máxima prioridad. Los entrenadores de Harvard temían que Stanford, cercana al hogar de Lin, le ofreciera una beca, pero no fue así y Lin eligió asistir a Harvard. «No estaba sentado ahí diciendo que todos esos entrenadores de División I eran unos cabezas de chorlito», señaló Diepenbrock y agregó que «había dudas legítimas respecto a Jeremy». Joe Lacob, flamante dueño de los Golden State Warriors y patrocinador de Stanford, comentó que el fracaso de Stanford por reclutar a Lin «fue muy estúpido. El chico estaba justo cruzando la calle. [Si] no puedes reconocer eso, tienes un problema». Kerry Keating, el asistente de UCLA que ofreció a Lin la oportunidad de entrar al equipo sin ser reclutado, señaló en retrospectiva que Lin probablemente hubiera terminado siendo base titular para UCLA.

#### Harvard

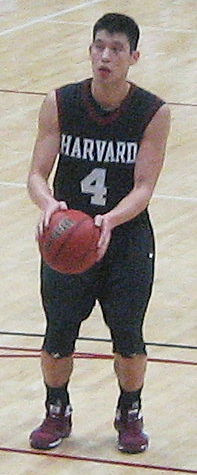
Después de no recibir ninguna beca atlética, Lin asistió a Harvard.

Lin completó su periodo universitario en la Universidad de Harvard, jugando con los Crimson. Un entrenador de Harvard recordó a Lin en su primera temporada como «el jugador más débil [físicamente] del equipo», pero en su siguiente temporada (2007–08), Lin promedió 12,6 puntos y fue nombrado en el segundo mejor quinteto de la Ivy League. En su tercer año durante la temporada 2008–09, era el único jugador de la División I de la NCAA que se encontraba entre los mejores diez en su conferencia en anotación (17,8), rebotes (5,5), asistencias (4,3), robos (2,4), tiros bloqueados (0,6), porcentaje en tiros de campo (0,502), porcentaje en tiros libres (0,744) y porcentaje en tiros de tres puntos (0,400), y hubo consenso para su selección en el mejor quinteto de la Ivy League. El mejor momento de esa temporada fue cuando aportó con 27 puntos, 8 asistencias y 6 rebotes en la victoria 82–70 sobre Boston College, tres días después de que este equipo hubiera derrotado al posicionado en primer lugar, North Carolina.
En su último año (2009–10), Lin promedió 16,4 puntos, 4,4 rebotes, 4,5 asistencias, 2,4 robos y 1,1 tapones, y fue de nuevo una selección unánime para el mejor quinteto de la Ivy League. Fue uno de los treinta candidatos a mitad de temporada para el Premio John R. Wooden y uno de los once finalistas para el Premio Bob Cousy. También fue invitado al Portsmouth Invitational Tournament. Fran Fraschilla de ESPN eligió a Lin entre los doce jugadores más versátiles del baloncesto universitario. Lin recibió una gran atención nacional por su actuación ante Connecticut Huskies, contra quien volvió a establecer su mejor marca personal de 30 puntos y tomó 9 rebotes jugando de visitante. Tras el partido, el entrenador de Connecticut y miembro del Salón de la Fama Jim Calhoun comentó sobre Lin: «He visto a muchos equipos aquí y podría jugar para cualquiera de ellos. Tiene una gran, gran compostura en la cancha. Sabe cómo jugar».
Harvard marcó varios récords para la temporada incluyendo victorias (21), victorias a rivales de otras conferencias (11), victorias de local (11) y victorias de visitante/netutrales (10). Lin terminó su carrera universitaria como el primer jugador en la historia de la Ivy League en marcar al menos 1450 puntos (1483), 450 rebotes (487), 400 asistencias (406) y 200 robos (225). Se graduó de Harvard en 2010 con un título en economía y un promedio escolar de 3,1.

#### Estadísticas
| Año     | Equipo  | PJ  | PT | MPP  | %TC  | %3P  | %TL  | RPP | APP | ROB | TPP | PPP  |
| ------- | ------- | --- | -- | ---- | ---- | ---- | ---- | --- | --- | --- | --- | ---- |
| 2006–07 | Harvard | 28  | 0  | 18.1 | .415 | .281 | .818 | 2.5 | 1.8 | 1.0 | 0.1 | 4.8  |
| 2007–08 | Harvard | 30  | 30 | 31.3 | .448 | .279 | .621 | 4.8 | 3.6 | 1.9 | 0.6 | 12.6 |
| 2008–09 | Harvard | 28  | 28 | 34.8 | .502 | .400 | .744 | 5.5 | 4.3 | 2.4 | 0.6 | 17.8 |
| 2009–10 | Harvard | 29  | 29 | 32.2 | .519 | .341 | .755 | 4.4 | 4.4 | 2.4 | 1.1 | 16.4 |
| Total   | Total   | 115 | 87 | 29.2 | .481 | .333 | .733 | 4.3 | 3.5 | 2.0 | .6  | 12.9 |

### Profesional

#### Draft
Tras graduarse en la Universidad de Harvard, Lin no fue seleccionado por ningún equipo en el Draft de la NBA de 2010. La NBA no había seleccionado a ningún jugador de la Ivy League desde Jerome Allen de la Universidad de Pensilvania en la segunda ronda en 1995. El último deportista proveniente de la Ivy League en jugar en la NBA había sido Chris Dudley de la Universidad de Yale en 2003, mientras que el último jugador de Harvard había sido Ed Smith en 1954. Ocho equipos invitaron a Lin a entrenamientos previos al Draft. Diepenbrock señaló que en las pruebas de la NBA no se jugaba cinco contra cinco. Lin reconoció que los entrenamientos eran «uno contra uno o dos contra dos o tres contra tres, y ahí no es donde me destaco. Nunca he jugado al baloncesto de esa manera». Los cazatalentos vieron lo que más tarde The New York Times describió como «un inteligente pasador con una imperfecta técnica de lanzamiento y un delgado cuerpo, quien puede no tener la fuerza y el atletismo necesarios para defender, crear su propio tiro o atacar al canasto en la N.B.A.». Lin se unió a los Dallas Mavericks para un minicampus y formó parte del equipo de los Mavericks en la Liga de Verano de la NBA en Las Vegas. Donnie Nelson de los Mavericks fue el único gerente general que le ofreció una invitación para jugar en la Liga de Verano. «Donnie cuidó de mí», afirmó Lin y agregó que «tiene un tipo de visión diferente al de la mayoría de la gente».
En cinco partidos en la Liga de Verano, jugando tanto de base como de escolta, Lin promedió 9,8 puntos, 3,2 rebotes, 1,8 asistencias y 1,2 robos en 18,6 minutos y lideró al equipo en porcentaje de tiros de campo con un 54,5%. De manera sorprendente, en el partido frente a los Washington Wizards, Lin jugó mejor que John Wall, el base elegido en la primera posición del Draft. Lin anotó 13 puntos frente a los 21 de Wall, pero lo hizo con un 6 de 12 (50%) en lanzamientos de campo en 28 minutos frente a los 4 de 19 (21%) de Wall en 33 minutos. Pese a que Wall recibió la mayor ovación en las presentaciones de los jugadores, el público cambió de bando y acabó alentando a Lin para el final del juego. Lin recibió ofertas para fichar por los Mavericks, Los Angeles Lakers y un equipo de la Conferencia Oeste. Además de esos equipos, los Golden State Warriors se unieron a la puja y le ofrecieron un contrato.

#### Golden State Warriors (2010–2011)

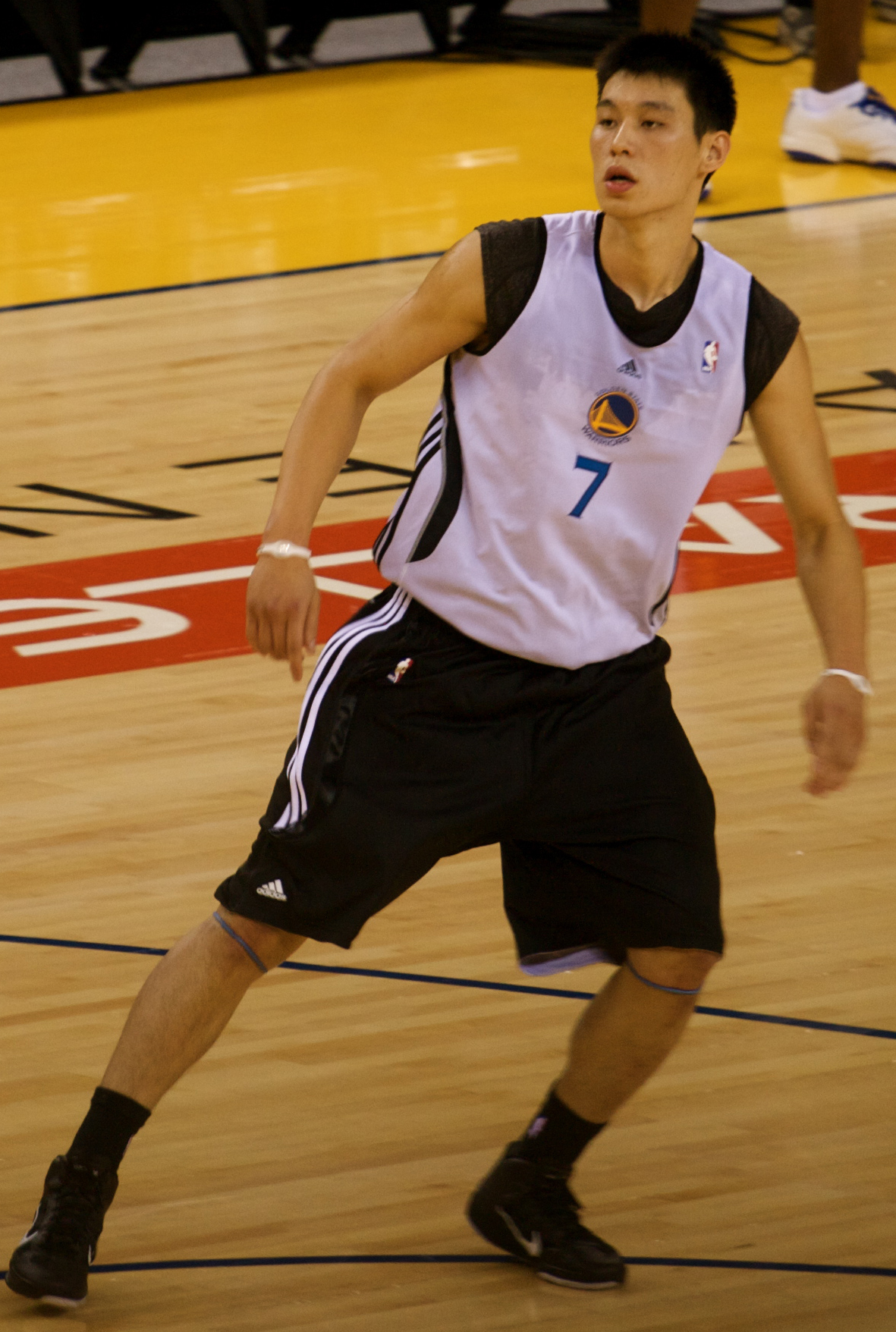
Lin en una práctica con los Warriors en 2010

El 21 de julio de 2010, Lin llegó a un acuerdo con los Warriors, su equipo local y favorito desde la infancia. El contrato de Lin era parcialmente garantizado para la temporada 2010–11, y los Warriors mantenían una opción de equipo para la segunda temporada. El acuerdo incluía un salario de primer año de casi $500 000 con más de la mitad de él garantizado. Lin comentó que las contraofertas de los otros tres equipos eran más altas, pero él quería jugar para los Warriors. Lin también firmó un contrato garantizado por tres años con Nike.
Los Warriors organizaron una conferencia de prensa para Lin tras su fichaje, con la presencia de medios nacionales. «Era sorprendente ver aquello... por un novato no seleccionado», comentó Keith Smart, el entrenador de los Warriors de ese entonces. El San Jose Mercury News escribió que Lin «tenía algo de figura de culto» después de ser fichado. El Área de la Bahía de San Francisco, con su gran población asiática americana, celebraba su llegada. Se convirtió en el primer estadounidense de ascendencia china o taiwanesa en jugar en la NBA. En el partido de exhibición que abría la temporada en el Oracle Arena de los Warriors, Lin recibió la ovación más ruidosa de la noche cuando entró al juego en el cuarto cuarto. El público había empezado a pedir por él en el tercer cuarto y lo aclamaba cada vez que tocaba el balón. «Eso realmente me conmovió. Es algo que recordaré para siempre», expresó Lin. Durante el primer mes de la temporada, los fanáticos del Oracle Arena continuaron alentando a Lin para que jugara al final de los partidos y lo vitoreaban cada vez que tocaba el balón. Lin llamó la atención del público jugando de visitante también. Scott Howard-Cooper de NBA.com atribuyó la atención que el jugador recibía fuera de casa a la perspectiva única de «un asiático americano elevándose a un raro prestigio en el baloncesto». El editor de NBA de ESPN.com, Matt Wong, escribió después del partido en Nueva York, «Lin entró al juego con un fuerte aplauso, seguramente de los muchos asiáticos americanos presentes en el estadio». Sin embargo, las continuas ovaciones del público en el Oracle Arena tuvieron un impacto negativo en Lin, quien se sentía presionado. «Cuando juego de visitante, no siento que el reflector esté sobre mí», admitió Lin. Tanto su entrenador como sus compañeros notaban que jugaba un poco más relajado sin el entusiasmo de la multitud. «Tiene algo de presión cuando juega en casa, con todos esos aplausos solo cuando entra al juego, así que estoy seguro que eso debe subirle un poco los nervios», comentó su compañero Stephen Curry, «Te das cuenta que de visitante juega mucho mejor, porque simplemente puede ir ahí, jugar y pasarla bien».
Lin, notando las expectativas que había por él, advirtió «No seré un All-Star este año». Apreciaba el apoyo, especialmente el de la comunidad asiática americana, pero prefería centrarse en su juego más aún cuando todavía no «había demostrado nada a nadie». Smart vio que Lin tenía habilidad para llegar a la zona pintada pero que necesitaba aprender a pasar el balón porque, a su entender, Lin «no podía lanzar al aro para nada». El entrenador también notó que el joven siempre llegaba temprano a práctica y era de los últimos en irse. Lin estudió y ensayó las jugadas de pick and roll de Steve Nash y de otros grandes bases. Frank Hughes de Sports Illustrated escribió que Lin a veces hablaba dudando de sí mismo, lo cual no es común oír en la NBA. Hughes también encontró raro que se comparara con el base suplente de los Phoenix Suns, Goran Dragić. «Ninguno de los dos es un gran atleta, pero ambos somos efectivos y sabemos cómo jugar», señaló Lin. Lin y Curry, el subcampeón del premio al Rookie del Año en la temporada 2009–10, recibieron más pedidos de entrevistas que cualquier otro Warrior. Los dirigentes del equipo a menudo denegaron peticiones para Lin con el fin de ayudar a mantenerlo concentrado. Incluso se le propuso que fuera el tema de documentales. Smart planeaba sacarle la presión de encima a Lin ya que el jugador tenía la tendencia a ser duro consigo mismo y frustrarse, pero el entrenador admitió que una vez sucumbió a los deseos del público y en un partido puso a jugar a Lin en una situación incorrecta.
Lin contó con pocos minutos de juego durante la temporada debido a que los Warriors contaban con dos armadores dominantes, Curry y Monta Ellis, quienes fueron estelares para el equipo. Inicialmente compitió con Charlie Bell y Reggie Williams por el rol de base suplente y más tarde se sumó Acie Law. Lin comenzó la temporada regular en la lista de jugadores inactivos, pero hizo su debut en la NBA en el siguiente partido durante la «Asian Heritage Night» (Noche de la Herencia Asiática) en el Oracle Arena. El público se puso de pie y lo aplaudió cuando hizo su ingreso al juego durante los minutos finales. En el siguiente juego contra Los Angeles Lakers, los campeones defensores, Lin anotó sus primeros puntos en la NBA, repartió tres asistencias, y registró cuatro robos. Jugó 11 de sus 16 minutos en el tercer cuarto y a pesar de que cometió cinco faltas personales, tuvo un rol importante en un parcial de 12–1 para los Warriors, quienes terminaron perdiendo 107–83. El base de los Lakers Derek Fisher elogió a Lin por su energía y agresividad. El 8 de noviembre en Toronto, los Raptors tuvieron la Noche de la Herencia Asiática para que coincidiera con la visita de Lin y los Warriors. Más de veinte miembros de la prensa china de Toronto cubrieron el juego. En una derrota de visitante ante los Lakers por 89–117, Lin anotó su mejor marca personal de su carrera (de ese entonces) con 13 puntos en 18 minutos tras haber anotado solo 7 en total en sus primeros seis juegos.
Tres veces durante la temporada, Lin fue asignado al equipo afiliado a los Warriors en la Liga de Desarrollo de la NBA, los Reno Bighorns. Sin embargo, en cada una de ellas volvió a formar parte de la plantilla de los Warriors. El 14 de enero de 2011, compitió en la Exhibición de la Liga de Desarrollo, un evento anual donde todos los equipos juegan entre sí, y lo eligieron en el mejor quinteto de la competencia. Lin ayudó a los Bighorns a conseguir un récord de 2–0 en la exhibición con promedios de 21,5 puntos, 6,0 rebotes, 5,5 asistencias y 3,5 robos. Lin registró su mejor marca de la temporada con 27 puntos jugando con los Bighorns el 18 de marzo. En veinte juegos con los Bighorns promedió 18 puntos, 5,8 rebotes y 4,4 asistencias. Lin sentía al principio que no era lo demasiado bueno para jugar en la NBA, pero más tarde se dio cuenta de que estaba aprendiendo y obteniendo más minutos de juego en la Liga de Desarrollo que no habría recibido con los Warriors. Lin dio crédito a Eric Musselman, el entrenador de los Bighorns, quien le «ayudó a recuperar la confianza». Musselman recordó a Lin como un buen anotador pero que aún no tenía la habilidad suficiente para «usar todo el campo». Pese a que cometía muchas faltas ofensivas, Musselman consideraba a Lin tan bueno como Gilbert Arenas en las jugadas de dribble drive (botar el balón en tráfico), una habilidad que «uno no puede enseñar». El jugador continuó mejorando su pick and roll, cómo manejarse ante jugadas defensivas como la doble marca o las trampas, y mejoró su técnica de tiro, especialmente su lanzamiento de tres puntos. Musselman también notó que Lin, quien como jugador de NBA recibía pasajes de avión en primera clase, prefería dárselos a sus compañeros.
Los Warriors veían a Lin como un reemplazo potencial para Curry. Lacob comentó que el equipo recibió más de una oferta de traspaso por Lin mientras se encontraba con los Bighorns, pero él estaba satisfecho con su progreso como jugador de primer año no seleccionado en el Draft. «Él tiene un valor mínimo, barato. Tienes que verlo como un recurso en desarrollo. ¿Va a convertirse en una superestrella? No». Lin terminó su temporada de rookie en la NBA promediando 2,6 puntos con un 38,9% en tiros de campo en veintinueve juegos.

#### Pretemporada 2011–2012

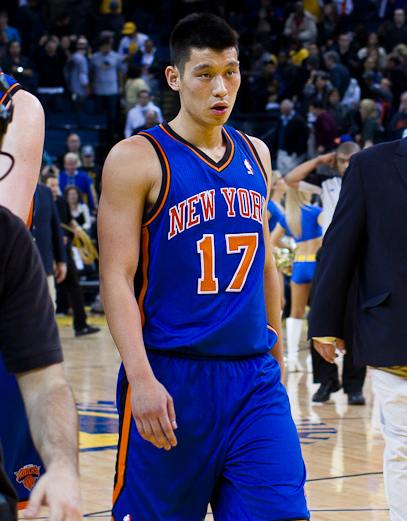
Lin en su debut con los Knicks el 28 de diciembre de 2011.

Lin se recuperó de una lesión en el tendón rotuliano de la rodilla izquierda durante el cierre patronal de la NBA. En septiembre de 2011, jugó algunos partidos vistiendo la camiseta de los Dongguan Leopards de la Chinese Basketball Association (CBA) en el ABA Club Championship, un torneo entre clubes del baloncesto asiático en el cual terminó siendo elegido MVP (jugador más valioso). Yao Ming, estrella retirada de la NBA y presidente de los Shanghai Sharks, intentó sin éxito fichar a Lin para la siguiente temporada de la CBA. El jugador explicó que como aún tenía contrato con los Golden State Warriors, no podría jugar en la CBA ya que esta liga solo admitía a jugadores de la NBA sin contrato. Pocos días antes de que el cierre patronal se levantara el 26 de noviembre, Lin había estado cerca de firmar con un club en Italia.
Lin trabajó en su tiro a canasta durante la pretemporada y abandonó la forma de tiro que llevaba usando desde octavo grado. También mejoró su fuerza, duplicando el peso que podía levantar haciendo sentadillas (de 50 kg [110 lb] a 105 [231]) y casi triplicando el número de dominadas que podía hacer (de 12 a 30). Incrementó su peso corporal de 91 kg (200 lb) a 96 (212) (incluyendo 6,8 kg [15 lb] de masa muscular), añadió 8,9 cm (3,5 pulg) a su salto vertical en pie y 15 cm (6 pulg) a su salto en carrera, y mejoró su velocidad lateral en un 32 por ciento. Debido al cierre patronal, no tuvo la oportunidad de practicar con el nuevo entrenador de los Warriors, Mark Jackson. En el primer día de entrenamiento el 9 de diciembre, los Warriors decidieron prescindir de los servicios de Lin. El joven era uno de los favoritos de Lacob, pero los Warriors querían liberar espacio salarial para hacerle una oferta al pívot DeAndre Jordan, quien se encontraba como agente libre. Lin tenía un contrato de casi $800 000 que se hacía totalmente garantizado el 10 de febrero de 2012. El San Francisco Chronicle comentó que Lin hubiera tenido problemas compitiendo por el puesto de base suplente con el rookie Charles Jenkins.
El 12 de diciembre de 2011, los Houston Rockets incorporaron a Lin al equipo con el mismo salario que tenía en los Warriors. Jugó siete minutos en dos juegos de pretemporada con los Rockets, quienes ya contaban con Kyle Lowry, Goran Dragić y Jonny Flynn como bases con contratos garantizados. El 24 de diciembre, antes del inicio de la temporada, los Rockets cortaron a Lin para liberar espacio en la plantilla y así contratar al pívot Samuel Dalembert.

#### New York Knicks (2011–2012)

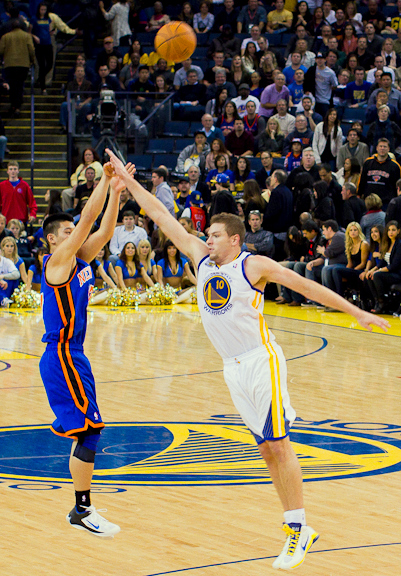
Lin dispara ante la marca de su antiguo compañero, David Lee.

El 27 de diciembre de 2011, los New York Knicks contrataron a Lin para que fuera base de reserva por detrás de Toney Douglas y Mike Bibby después de la lesión de Iman Shumpert, mientras que Baron Davis, base de reciente contratación, también se encontraba lesionado y requería de semanas para volver a jugar. Debido al cierre patronal los entrenadores no tuvieron muchas oportunidades para ver el juego de Lin y lo colocaron como el cuarto base en la rotación del equipo. Lin comentó que estaba «compitiendo por un lugar en la reserva, y la gente me ve como el jugador entre la 12º y 15º posición del plantel. Es una cuestión de cifras». Continuó llegando primero a los entrenamientos y yéndose al último, estudiando intensamente grabaciones de partidos, y trabajando con los entrenadores para mejorar el manejo de pies y la toma de decisiones. Hizo su debut de temporada de visitante ante los Warriors, donde fue cálidamente recibido por el público en su regreso al Oracle Arena. El 17 de enero de 2012, Lin fue asignado a los Erie BayHawks de la Liga de Desarrollo. El 20 de enero, consiguió un triple-doble con 28 puntos, 11 rebotes y 12 asistencias en la victoria 122–113 de los BayHawks frente a los Maine Red Claws. Tres días después, los Knicks volvieron a incluir a Lin en la plantilla, pero el jugador temía tanto quedarse de nuevo sin equipo que le pidió a un capellán de un servicio de oraciones que rezara por él al inicio de un partido. En caso de que lo cortaran de nuevo, Lin consideraba jugar en Europa, regresar a la Liga de Desarrollo, o tomarse un descanso con un trabajo no relacionado al baloncesto.
El 28 de enero, Davis sufrió un contratiempo que pospuso su debut con los Knicks. Por ello, New York consideró la idea de prescindir de Lin antes de que su contrato se hiciera garantizado el 10 de febrero, para así poder fichar a un nuevo jugador. Sin embargo, después de que los Knicks desperdiciaran una ventaja en el cuarto que les costó la victoria ante los Boston Celtics el 3 de febrero, el entrenador Mike D'Antoni decidió darle la oportunidad de jugar a Lin en un gesto de «desesperación», según los expertos. «Tuvo suerte porque estábamos jugando muy mal», señaló D'Antoni. Lin había jugado solamente 55 minutos durante los primeros 23 juegos de los Knicks, pero a partir de ese momento, lideraría de manera imprevista la reacción de un equipo con un récord de 8–15 y que había perdido 11 de los últimos 13 partidos.
El 4 de febrero, Lin se impuso sobre Deron Williams, base perteneciente al All-Star, anotando 25 puntos, 5 rebotes y 7 asistencias (todas mejores marcas de carrera) en la victoria de los Knicks por 99–92 sobre los New Jersey Nets. En el entretiempo de ese juego, su compañero de equipo Carmelo Anthony le sugirió al entrenador Mike D'Antoni que Lin jugara más durante la segunda mitad. Al finalizar el encuentro, D'Antoni afirmó que Lin tenía una mentalidad de base y «una razón para hacer lo que está haciendo». En el siguiente partido contra los Utah Jazz, Lin comenzó en el equipo titular por primera vez en su carrera jugando sin las estrellas Anthony, quien dejó el juego a causa de una lesión, y Amar'e Stoudemire, cuyo hermano mayor había fallecido. Lin aportó con 28 puntos y 8 asistencias para la victoria de los Knicks por 99–88. Stoudemire y Anthony se perdieron los siguientes tres y siete partidos, respectivamente. D'Antoni expresó después del juego ante los Jazz que tenía intenciones de «montar [a Lin] como un maldito Secretariat». El entrenador de baloncesto David Thorpe comentó en retrospectiva que una afirmación tan temprana de confianza como esa por parte de un director técnico era «increíblemente rara», y probablemente le dio a Lin la seguridad para continuar jugando de manera agresiva sin importar si cometía errores.
En una victoria 107–93 sobre los Washington Wizards, Lin jugó contra John Wall y obtuvo 23 puntos y 10 asistencias, su primer doble-doble en la NBA. El 10 de febrero, Lin registró la mejor marca de anotación en su carrera con 38 puntos y repartió 7 asistencias, liderando a los Knicks en su victoria ante Los Angeles Lakers por 92–85. Superó en anotación a Kobe Bryant de los Lakers, quien marcó 34 puntos. El 11 de febrero, Lin anotó 20 puntos y 8 asistencias en una victoria ajustada ante los Minnesota Timberwolves por 100–98. Fue nombrado Jugador de la Semana en la Conferencia Este con unos promedios de 27,3 puntos, 8,3 asistencias y 2,0 robos en las cuatro victorias que comenzó en el equipo titular.
El 14 de febrero, con poco menos de un segundo restante, Lin anotó un triple para ganar un juego contra los Toronto Raptors por 90–87. La anotación asombró tanto a los Lakers, quienes miraban el partido por TV, que el veterano jugador Metta World Peace corrió hacia los periodistas gritando «¡Linsanity! ¡Linsanity!» mientras sacudía las manos por encima de su cabeza. Lin se convirtió en el primer jugador de la NBA en anotar al menos 20 puntos y 7 asistencias en cada uno de sus primeros cinco partidos como titular. Anotó 89, 109, y 136 puntos en sus primeros tres, cuatro y cinco juegos de titular, respectivamente, los cuales son la mayor marca de cualquier jugador desde la fusión entre la American Basketball Association (ABA) y la NBA en 1976–77.
En el siguiente juego ante los Sacramento Kings, Lin registró 13 asistencias y lideró a los Knicks a una victoria que los devolvió al 50% de partidos ganados (15–15). New York tuvo un récord de 7–0 desde que Lin empezó a recibir más tiempo de juego y de 6–0 con él de titular. La racha victoriosa acabó con una derrota 89–85 frente a los New Orleans Hornets, en la cual Lin anotó 26 puntos pero cometió 9 pérdidas de balón. Sus 45 pelotas perdidas en sus primeros siete partidos de titular son la mayor marca individual desde que las pérdidas comenzaron a anotarse en 1977–78. En una victoria 104–97 contra los Dallas Mavericks el 19 de febrero, Lin hizo 28 puntos y consiguió dos mejores marcas de su carrera con 14 asistencias y 5 robos. El periódico USA Today escribió que «Sin importar qué lanzara Dallas contra Lin —doble marca, trampas, cargas, defensores altos, [...] defensores pequeños, [...] fornidos, delgados— Lin encontró la forma [...] de llevarse la victoria ante los campeones defensores de la NBA».
En sus 12 partidos de titular antes de la pausa por el All-Star, Lin promedió 22,5 puntos y 8,7 asistencias, y New York tuvo un récord de 9–3. Jugó en el Rising Stars Challenge durante el All-Star Weekend. Al principio se le excluyó de la selección para este partido, pero luego fue añadido debido a su súbito ascenso al estrellato. Algunos medios de comunicación, incluyendo a USA Today, Los Angeles Times y CBSSports.com, afirmaron que merecía jugar en el All-Star Game.

#### Houston Rockets (2012–2014)
En julio de 2012 firma un contrato por tres temporadas y cerca de 25 millones con Houston Rockets, con opción a una cuarta, por aproximadamente 19 millones de dólares.
Llegaba como una prometedora estrella, tras su increíble actuación el pasado curso con los Knicks.
Tuvo una digna primera temporada, jugando los 82 partidos de la temporada regular, aunque no llegó al gran nivel que mostró la campaña anterior en New York. Además, el fichaje de James Harden le hizo perder protagonismo y liderazgo.
Sin embargo, en su segunda temporada, se le vio falto de dinamismo y su número de pérdidas de balón incrementó. Debido a ello, a mediados de la temporada regular, perdió la titularidad en favor de Patrick Beverley.

#### Los Angeles Lakers (2014–2015)
En julio de 2014 Jeremy Lin fue traspasado a Los Angeles Lakers, debido a que la franquicia tejana buscaba hacer hueco para el alero Carmelo Anthony, cosa que no ocurrió.
Esta temporada fue considerada como la peor en la historia de los Lakers desde que se mudaron a Los Ángeles, ya que consiguieron un paupérrimo balance de sólo 21 victorias y 61 derrotas. Por supuesto, no entraron en los PlayOffs.
Lin acumuló un total de 11.9 ppg y 4.8 apg en 27.3 minutos por juego. Sin embargo, actuó como base suplente de Jordan Clarkson.

#### Charlotte Hornets (2015-2016)
En julio de 2015, tras la desastrosa campaña de los Lakers, Lin es nuevamente traspasado, esta vez a los Charlotte Hornets, donde asume el rol de base suplente de Kemba Walker.
Jugó una temporada bastante interesante, a pesar de ser suplente, y su equipo llegó a los PlayOffs, siendo eliminados en el séptimo partido de la primera ronda por los Miami Heat.

#### Brooklyn Nets (2016-2018)
El 1 de julio de 2016, según anunció el propio jugador, se alcanzó un acuerdo con Brooklyn Nets para incorporarse a la franquicia neoyorquina como uno de sus fichajes estrella de este verano.
Comenzó la temporada jugando de titular, cosa que no ha sido en los últimos 3 años, hasta que, después de 5 partidos, se lesionó produciéndose una torcedura de tendón, lo cual le mantuvo alejado de las canchas por varios meses. En esos cinco partidos consiguió unas medias de 15 ppg y 6.2 apg.
Al final de la temporada, registró un total de 36 partidos jugados, con unas medias de 14.5 ppg y 5.1 apg.
Sin embargo, en el primer partido de la temporada siguiente, Lin se lesionó de gravedad al caerse y romperse la rodilla, lesión que le mantuvo de baja el resto de la temporada. Llevaba 25 minutos de juego en ese partido, en el que anotó 18 puntos y repartió 4 asistencias.

#### Atlanta Hawks (2018-2019)
A mediados de julio de 2018, los Brooklyn Nets traspasaron a Lin a Atlanta Hawks, siendo éste el séptimo equipo de su carrera.
De nuevo tuvo el rol de base suplente, en este caso de Trae Young. Jugó un total de 51 partidos en los que disputó una media de 19.7 minutos, con unas medias de 10.7 puntos, 2.3 rebotes y 3.5 asistencias, antes de ser traspasado a mitad de temporada.

#### Toronto Raptors (2019)
El 11 de febrero de 2019, los Atlanta Hawks compraron el contrato de Lin (buyout) y quedó libre. Al momento, firmó con los Toronto Raptors hasta final de temporada, uniéndose a un equipo favorito por primera vez en su carrera.
Nuevamente, su trabajo fue el de dar descanso al base titular, Kyle Lowry. Jugó 23 partidos, con unas medias de 7 puntos, 2.6 rebotes y 2.2 asistencias, jugando una media de 18.8 minutos por partidos.
El 13 de junio de 2019 Lin se proclamó campeón de la NBA con el equipo canadiense, aunque solo jugó 8 partidos de Playoffs y de forma totalmente testimonial, apenas 3.4 minutos por partido.

#### Beijing Ducks (2019-2020)
En septiembre de 2019, tras no recibir ninguna oferta a pesar de su anillo de campeón, Lin abandonó la NBA y fichó por los Beijing Ducks de la Chinese Basketball Association. Finalizaba así una irregular trayectoria en la que jugó en 8 equipos diferentes en 9 años de carrera NBA.

#### Santa Cruz Warriors (2021)
Tras una temporada en China, el 18 de diciembre de 2020, acuerda un contrato no garantizado de 10 días con Golden State Warriors pero no pudo completarse la firma porque el jugador no pudo obtener la autorización necesaria de la CBA, en parte también porque las oficinas de la FIBA están cerradas los fines de semana. Sin embargo, la NBA aprobó más tarde una nueva norma que permite a los equipos de la NBA designar a un veterano de cinco años de la NBA para ocupar un puesto en su equipo de la G League. Esto permitió a Golden State asegurarse a Lin sin tener que hacer movimientos más complicados y costosos.
Por lo tanto, el 9 de enero de 2021, los Santa Cruz Warriors anunciaron que incluían a Lin en su equipo para la temporada 2020–21, de acuerdo a la nueva norma para veteranos, que algunos observadores de la G League apodaron como "regla de Jeremy Lin" ("Jeremy Lin rule").

#### Retorno a China (2021–2022)
El 11 de junio de 2021, Lin anunció su regreso a los Beijing Ducks de la CBA.
En septiembre de 2022, firma con los Guangzhou Loong Lions. Pero el 29 de diciembre deja el equipo tras siete encuentros.

#### Taiwán (2023–presente)
El 26 de enero de 2023, firma por los Kaohsiung 17LIVE Steelers de la P. League+ de Taiwán.
El 23 de abril, se convierte en el primer jugador de la PLG en registrar un triple-doble de 50 puntos. Además finalizó la temporada como el máximo asistente de la liga (8,9 asistencias por encuentro).
En septiembre de 2023 se une a los New Taipei Kings, donde además juega su hermano Joseph.

### Selección nacional
Además de ser un ciudadano estadounidense, Lin cuenta con la nacionalidad de la República de China (Taiwán) por la ascendencia de sus padres; es por ello que tiene la posibilidad de pedir un pasaporte taiwanés, aunque no hay registro de que lo haya hecho. Recibió la invitación de la selección de baloncesto de China Taipéi para jugar en competiciones FIBA. El 28 de julio de 2010, mientras se encontraba en Taipéi para jugar un partido a beneficio organizado por Yao Ming, comentó que aún no había tomado una decisión sobre si iba a representar a China Taipéi (nombre usado por Taiwán en las competiciones deportivas internacionales). En junio de 2011, la Asociación de Baloncesto de China Taipéi (CTBA)  incluyó a Lin en su selección preliminar de 24 jugadores para disputar el Campeonato FIBA Asia 2011. Al siguiente mes, sin embargo, la CTBA anunció que Lin no sería incluido en el equipo debido a una lesión en la rodilla.
Medios taiwaneses informaron que Lin rechazó una oferta de la selección de baloncesto de China para jugar ese mismo torneo. No obstante, la Asociación de Baloncesto de la República Popular China negó haberse puesto en contacto con el jugador.

## Estadísticas de su carrera en la NBA
|  | Denota temporadas en la que ganó un campeonato de la NBA |

### Temporada regular
| Año     | Equipo       | PJ  | PT  | MPP  | %TC  | %3P  | %TL  | RPP | APP | ROB | TPP | PPP  |
| ------- | ------------ | --- | --- | ---- | ---- | ---- | ---- | --- | --- | --- | --- | ---- |
| 2010-11 | Golden State | 29  | 0   | 9.8  | .389 | .200 | .760 | 1.2 | 1.4 | 1.1 | .3  | 2.6  |
| 2011-12 | New York     | 35  | 25  | 26.9 | .446 | .320 | .798 | 3.1 | 6.2 | 1.7 | .3  | 14.6 |
| 2012-13 | Houston      | 82  | 82  | 32.2 | .441 | .339 | .785 | 3.0 | 6.1 | 1.6 | .4  | 13.4 |
| 2013-14 | Houston      | 71  | 33  | 28.9 | .446 | .358 | .823 | 2.6 | 4.1 | 1.0 | .4  | 12.5 |
| 2014-15 | Los Angeles  | 74  | 30  | 25.8 | .424 | .369 | .795 | 2.6 | 4.6 | 1.1 | .4  | 11.2 |
| 2015-16 | Charlotte    | 78  | 13  | 26.3 | .412 | .336 | .815 | 3.2 | 3.0 | .7  | .5  | 11.7 |
| 2016-17 | Brooklyn     | 36  | 33  | 24.5 | .438 | .372 | .816 | 3.8 | 5.1 | 1.1 | .4  | 14.5 |
| 2017-18 | Brooklyn     | 1   | 1   | 25.0 | .417 | .350 | .805 | .0  | 4.0 | .0  | .0  | 18.0 |
| 2018-19 | Atlanta      | 51  | 1   | 19.7 | .466 | .333 | .845 | 2.3 | 3.5 | .7  | .1  | 10.7 |
| 2018-19 | Toronto      | 23  | 3   | 18.8 | .374 | .200 | .810 | 2.6 | 2.2 | .4  | .3  | 7.0  |
| Total   | Total        | 480 | 221 | 25.5 | .433 | .342 | .809 | 2.8 | 4.3 | 1.1 | .4  | 11.6 |

### Playoffs
| Año   | Equipo    | PJ | PT | MPP  | %TC  | %3P  | %TL   | RPP | APP | ROB | TPP | PPP  |
| ----- | --------- | -- | -- | ---- | ---- | ---- | ----- | --- | --- | --- | --- | ---- |
| 2013  | Houston   | 4  | 3  | 21.0 | .250 | .167 | 1.000 | 2.0 | 2.0 | .5  | .3  | 4.0  |
| 2014  | Houston   | 6  | 0  | 29.5 | .410 | .217 | .813  | 3.7 | 4.3 | .5  | .2  | 11.3 |
| 2016  | Charlotte | 7  | 0  | 27.0 | .413 | .214 | .821  | 2.3 | 2.6 | .7  | .0  | 12.4 |
| 2019  | Toronto   | 8  | 0  | 3.4  | .222 | .500 | 1.000 | .4  | .5  | .1  | .0  | 1.1  |
| Total | Total     | 25 | 3  | 19.1 | .376 | .216 | .836  | 2.0 | 2.2 | .4  | .1  | 7.2  |

## Vida personal
La familia paterna de Lin procede de Beidou, Changhua en Taiwán con ancestros en Zhangpu, Fujian; mientras que su abuela materna es de Pinghu, Zhejiang, territorio perteneciente en la actualidad a China. Lin creció en una familia cristiana devota. Tiene dos hermanos: Joshua y Joseph, el pequeño, Joseph, es también jugador profesional de baloncesto.
Si bien Lin nació en la ciudad de Torrance, en el condado de Los Ángeles, California, creció en el seno de una familia cristiana en Palo Alto, en el Área de la Bahía de San Francisco. Sus padres, Gie-Ming Lin y Shirley Lin (de soltera Xinxin Wu), emigraron de Taiwán a los Estados Unidos a mediados de los años 1970, asentándose primero en Virginia antes de mudarse a Indiana, donde ambos asistieron a la Universidad Purdue. Ambos tienen doble ciudadanía, tanto taiwanesa como estadounidense. La familia paterna de Lin proviene de ancestros que emigraron desde la provincia de Fujian, China para instalarse en Beidou, en el condado de Changhua, Taiwán a principios del siglo XVIII, mientras que su abuela materna inmigró a Taiwán a fines de los años 1940 desde Pinghu, provincia de Zhejiang, China.
Los padres de Lin miden 1,68 m (5 pies 6 pulg) de altura. La familia de su abuela materna era alta, y el padre de esta medía más de 1,8 m (6 pies). Lin tiene un hermano mayor, Josh, y un hermano menor, Joseph. Gie-Ming enseñó a sus hijos a jugar baloncesto en la YMCA local. Shirley ayudó a formar un programa nacional de baloncesto juvenil en Palo Alto donde Lin jugaba, mientras trabajaba con entrenadores para asegurarse de que el juego no afectara su nivel académico. En una entrevista para la televisión taiwanesa, Lin afirmó que su madre recibía críticas de que lo dejaba jugar demasiado tiempo al baloncesto, pero ella se lo permitía porque veía que eso lo hacía feliz.

### Problemas raciales
Sean Gregory de la revista Time escribió sobre Lin y su falta de ofertas de becas universitarias: «[Lin] era escuálido, pero sin duda que el uso de prejuicios raciales, intencional o no, contribuyó un poco a que no fuera reclutado». Diepenbrock afirmó que «si [Lin] fuera afroestadounidense o blanco, podría haber sido una historia distinta»; no pensaba que la raza de Lin afectaba a su reclutamiento hasta que más tarde vio cómo diez entrenadores de División I expresaban su interés por un estudiante negro a quien él había estimado como «un buen jugador de tercer año de universidad». Lin comentó: «No digo que estar en el top 5 estatal automáticamente te da ofertas, pero sí pienso que [mi etnia] afectó en la manera que los entrenadores me reclutaron. Creo que si yo fuera de una raza distinta, hubiera sido tratado de otra forma». Walters expresó al respecto que «la gente que no cree que los estereotipos existan está loca. Si [Lin] es blanco, o bien es un buen tirador o toma buenas decisiones. Si es asiático, es bueno en matemáticas. No lo reclutamos».
Diepenbrock comentó que la gente asumía sin la intención de ofender, que al ser asiático, Lin no era un jugador de baloncesto. La primera vez que Lin fue a un juego para profesionales y aficionados en el Kezar Pavilion de San Francisco alguien de allí le informó: «Lo siento, señor, hoy se juega baloncesto aquí, no voleibol». Durante la carrera universitaria de Lin, menos del 0,5% de los jugadores del baloncesto masculino de la División I eran de ascendencia asiática. Mientras jugaba, Lin oyó con frecuencia abucheos prejuiciosos como «Sopa wantán», «Cerdo agridulce», «¡Abre los ojos!», «Regresa a China», «La orquesta está del otro lado del campus», o sandeces pseudo-chinas. Lin dijo que esto ocurría en la mayoría, por no decir en todas, las canchas de la Ivy League y que no reaccionaba ante ello. «Lo espero, estoy acostumbrado a esto, es lo que es», afirmó. Los abucheos provenían principalmente de los fanáticos de los equipos oponentes y no tanto de otros jugadores. Según Oliver McNally, un compañero de equipo en Harvard, otro jugador de la Ivy League una vez llamó a Lin por el epíteto racista de chink (término despectivo de slang para referirse a una persona de ascendencia china). En enero de 2010, Harvard jugó contra la Universidad de Santa Clara en el Leavey Center, a solo 15 millas de Palo Alto, California, la ciudad de origen de Lin. Jugando ante un lleno que incluía a montones de asiáticos estadounidenses que querían ver su regreso a casa, sus compañeros de equipo le dijeron que «era como Hong Kong».
Lin se considera a sí mismo un jugador de baloncesto más que simplemente un asiático estadounidense y entiende que no ha habido muchos en la NBA. «Quizás puedo ayudar a romper el estereotipo», afirmó. «Siento que los asiáticos en general no recibimos el respeto que merecemos ya sea en el deporte, el baloncesto o lo que sea». Antes de la temporada 2010–11, entre los jugadores estadounidenses con ascendencia asiática de la NBA se incluían Wataru Misaka, Raymond Townsend, Corey Gaines, Rex Walters y Robert Swift. «[Lin] está cargando con las esperanzas de un continente entero. Yo solo tuve que cargar con las de Little Rock, Arkansas. Ya ha logrado mucho más que yo», declaró Derek Fisher, cinco veces campeón con los Lakers, después de su primer partido contra Lin. Lin está sirviendo de ejemplo para potenciales atletas estadounidenses de origen asiático que raramente ven a jugadores de dicha ascendencia en sus equipos favoritos. «No me veo japonés», comentó Walters, refiriéndose a la etnia de su madre. «Cuando lo ven [a Lin], es un asiático estadounidense».
Algunos fanáticos y comentaristas menospreciaron su contratación por los Warriors, considerándola un golpe publicitario. Larry Riley, el gerente general del equipo, negó haber estado atendiendo los deseos de la gran población asiática del Área de la Bahía, aunque entendía que algunas personas lo verían de esa forma. «Lo evaluamos durante la liga de verano», sostuvo Riley. «Todo lo que tenía que suceder era que él nos confirmara lo que nosotros ya creíamos». Si bien el equipo ideó una campaña publicitaria alrededor del jugador, Riley afirmó que no hubiera sido aconsejable hacerlo si Lin no tuviera habilidad para el baloncesto en primer lugar.
El 10 de febrero de 2012, durante el juego de la carrera de Lin contra los Lakers, Jason Whitlock, columnista de Fox Sports, subió un comentario a Twitter que decía: «Alguna afortunada señorita en NYC va a sentir un par de pulgadas de dolor esta noche», una referencia a la potencia sexual de Lin. La revista Hyphen escribió que Whitlock «reafirmó el insulso e insidioso estereotipo del "asiático con pene pequeño"». La Asian American Journalists Association (Asociación de Periodistas Asiático-Estadounidenses) exigió una disculpa. «Deshonré un momento deportivo agradable. Por ello, de verdad lo siento», se disculpó Whitlock. El boxeador Floyd Mayweather, Jr. comentó en su página de Twitter que «Jeremy Lin es un buen jugador pero todo el hype se debe a que es asiático. Hay jugadores negros que hacen todas las noches lo que él hace y no reciben los mismos elogios». NBCNewYork.com en respuesta a Mayweather apuntó que «ningún jugador de cualquier color de piel en la historia del baloncesto ha hecho en sus cuatro primeros partidos de titular lo que Lin logró para los Knicks la semana pasada». Durante la transmisión de un juego de los Knicks por parte de la cadena televisiva MSG el 15 de febrero, se mostró un letrero hecho por un fan que consistía en la cara de Lin sobre una galleta de la fortuna con la frase «The Knicks Good Fortune» («La buena suerte de los Knicks»), lo cual algunos vieron como un estereotipo étnico. Sporting News escribió que el letrero era «cuestionable», mientras que CBS News lo consideró «de mal gusto». Por su parte, algunos integrantes de los Knicks fueron criticados por hacer reverencias a Lin durante los partidos.
Después de que Lin cometiera nueve pérdidas de balón en una derrota ante los Hornets el 17 de febrero, ESPN usó el epíteto racista «chink» (término despectivo para referirse a alguien de origen asiático) en su sitio web para teléfonos móviles al titular la noticia de la derrota como «Chink in the Armor», expresión idiomática del inglés que puede traducirse como «el punto débil» o «el talón de Aquiles». ESPN retiró el título treinta y cinco minutos después y pidió disculpas, además de despedir al empleado que publicó la noticia. Max Bretos, presentador de ESPNews, también se disculpó por haber usado la misma referencia anteriormente esa semana, pero aun así la cadena decidió suspenderlo por treinta días. A través de la estación de radio neoyorquina WEPN (1050 AM), perteneciente a la cadena, el comentarista de los Knicks Spero Dedes fue otro de los que usó la frase, pero él era empleado de Madison Square Garden (MSG) y no de ESPN. Dedes también ofreció sus disculpas y fue sancionado por MSG. Saturday Night Live abrió su programa de esa semana satirizando los juegos de palabras referidos a Lin, en la cual tres comentaristas aparecían felizmente haciendo bromas sobre la raza del jugador mientras un cuarto provocaba menosprecio al realizar comentarios similares sobre jugadores negros. ESPN recibió correos electrónicos de aficionados que sugerían que Lin era objeto de burlas racistas de una manera que los afroestadounidenses no. Ben & Jerry's creó un yogur helado en honor a Lin llamado «Taste the Lin-Sanity» («Prueba la Lin-Sanidad»), que incluía pedazos de galletas de la fortuna entre sus ingredientes. Sin embargo, luego de una respuesta negativa de los consumidores, la compañía reemplazó las galletas de la fortuna por galletas de waffle y ofreció disculpas a cualquiera que pudiera haberse sentido ofendido. J. A. Adande de ESPN.com escribió que la extrema sensibilidad racial hacia los asiático-estadounidenses era «otro aspecto por el cual [el] impacto [de Lin] resuena más allá del Madison Square Garden». La Asociación de Periodistas Asiático-Estadounidenses publicó una serie de pautas para los medios de comunicación en respuesta a lo que calificó como «imprecisiones en cuanto a la información sobre la procedencia de Lin, además de un alarmante número de referencias que se basan en estereotipos de asiáticos o asiático-estadounidenses».

## Filmografía
| Año  | Programa   | Notas                            |
| ---- | ---------- | -------------------------------- |
| 2019 | Happy Camp | Programa de variedades, invitado |